# Guamatela tuerckheimii
Guamatelaceae là họ đơn loài trong thực vật có hoa. Nó chỉ chứa duy nhất 1 loài Guamatela tuerckheimii Donn.Sm., 1914, một dạng cây bụi thường xanh bò lan có ở México, Guatemala và Honduras.
Chi Guamatela lần đầu tiên được John Donnell Smith miêu tả năm 1914 khi ông sử dụng bộ sưu tập mẫu cây do nhà thực vật học người Đức là Hans von Türckheim (1853–1920) thu thập tại Baja Verapaz ở Guatemala. Chi này đã từng được đặt trong tông Neillieae của họ Hoa hồng (Rosaceae) và quả thật nó trông hơi giống như các loài trong chi Rubus, cho đến khi S. Oh & D. Potter trong nghiên cứu của mình năm 2006 tạo ra họ mới, gọi là Guamatelaceae, đặt trong bộ Toại thể mộc (Crossosomatales). Năm 2009, AGP III đưa họ Guamatelaceae vào trong nhánh hoa Hồng (rosids), trong bộ Toại thể mộc (Crossosomatales) mở rộng.
Guamatela tuerckheimii là loài cây bụi bò lan với các lá mọc đối, có lá kèm, mép lá khía răng cưa với gân lá hình chân vịt và có nhiều lông măng trắng rậm rạp ở mặt dưới của lá. Bó mạch tại cuống lá sắp xếp thành vòng. Hoa có các cánh hoa và lá đài gần như bằng nhau về kích thước, 10 nhị, 3 lá noãn hợp sinh ở đỉnh vòi nhụy. Quả dạng quả đại và gần như được bao phủ hoàn toàn trong các lá đài không rụng. Nhiều hạt, ít nội nhũ. Về cơ bản, giải phẫu, phôi thai học, số lượng nhiễm sắc thể và thành phần hóa học của loài này là chưa rõ.